# Andréa del Fuego
Andréa del Fuego, de son vrai nom Andréa Fátima dos Santos (São Paulo, 1975), est une écrivaine brésilienne.

## Biographie
Elle  a reçu le Prix José Saramago en 2011 pour son premier roman Os Malaquias.

## Œuvres publiées

### Romans
- 2013 - As Miniaturas (Companhia das Letras)
  - traduit en 2018, Les miniatures (éditions de l'Aube), Éditions de l'Aube, 2018, 194 pages  (ISBN 978-2-815-91496-3)
- 2010 - Os Malaquias (Língua geral)
  - traduit par Cécile Lombard, Les Malaquias, Éditions de l'Aube, 2015, 220 pages  (ISBN 978-2-815-91312-6)

### Contes
- 2009 - Nego fogo (Dulcinéia Catadora)
- 2007 - Engano seu (Ed. O Nome da Rosa)
- 2005 - Nego tudo (Fina Flor)
- 2004 - Minto enquanto posso (Ed. O Nome da Rosa)

### Littérature jeunesse
- 2007 - Blade Runner (Mojo Books)
- 2008 - Sociedade da Caveira de Cristal (Scipione)
- 2008 - Quase caio (Escala Educacional)
- 2008 - Crônica (Editora Escala Educacional)
- 2010 - Irmãs de pelúcia (Scipione)

### Participations dans des anthologies
- Os cem menores contos brasileiros do século (Ateliê Editorial, Org. Marcelino Freire, 2004)
- 30 mulheres que estão fazendo a nova literatura brasileira (Editora Record Org. Luiz Ruffato, 2005)
- Geração zero zero (Editora Língua Geral, Org. Nelson de Oliveira, 2011)
- Escritores escritos (Editora Flaneur, Org. Victoria Saramago, 2010)
- Galeria do sobrenatural (Terracota Editorial, Org. Silvio Alexandre, 2009)
- 90-00 Cuentos brasileños contemporáneos (Ediciones Copé, selo editorial da Petroperu – Org. Maria Alzira Brum Lemos e Nelson de Oliveira; tradução de Alan Mills e José Luis Sansáns, 2009, Peru)
- Futuro presente (Editora Record, Org. de Nelson de Oliveira, 2009)
- Um rio de contos – antologia luso-brasileira (Editorial Tágide – Org. de Celina Veiga de Oliveira e Victor Oliveira Mateus, 2009, Portugal)
- O livro vermelho dos vampiros (Editora Devir – Org. Luiz Roberto Guedes, 2009)
- Blablablogue (Editora Terracota – Organização de Nelson de Oliveira, 2009)
- O Pequeno Príncipe me disse (Editora Luk – Organização de Sheila Dryzun, 2009)
- Pitanga – 52 micro-contos (Editorial Pitanga – Organização de Luísa Coelho, 2008, Portugal)
- Capitu mandou flores (Geração Editorial – Organização de Rinaldo de Fernandes, 2008)
- Contos de algibeira (Casa verde –  Organização de Lais Chaffe, 2007)
- 35 segredos para chegar a lugar nenhum (Bertrand Brasil – Organização de Ivana Arruda Leite, 2007)
- 69/2 contos eróticos (Editora Leitura – Organização de Ronald Claver, 2006)
- Doze (Editora Demônio Negro – Organização de Vanderley Mendonça, 2006)
- Fábulas da Mercearia – uma antologia bêbada (Editora Ciência do Acidente – Org. Joca Reiners Terron, 2004)